# Palau Comtal de Cocentaina
El palau Comtal de Cocentaina és un palau renaixentista ubicat a la població de Cocentaina, a la comarca del Comtat.

## Història i evolució
El constructor d'aquest alcàsser va ser l'almogàver, almirall i primer senyor de Cocentaina Roger de Llúria; probablement, va ser edificat aprofitant les restes d'una fortalesa àrab del segle xii. La família Corella adquirí el comtat, el 1488, per Ximén Pérez de Corella, i començà la reforma i ampliació del palau medieval. Entre els segles xvi i xvii, es transforma el palau amb formes renaixentistes i es decoraren les estances amb el mateix gust.
L'any 1654, els comtes funden un convent de monges al recinte del palau amb la finalitat de dedicar-se al culte de la Mare de Déu del Miracle, patrona de Cocentaina. Se cedeix una ala del palau a les clarisses i es construeix el monestir adossat, que s'acaba cap al 1670. L'església del convent és barroca i hi destaquen els llenços del pintor Paolo de Matteis (amb escenes de la vida de la Mare de Déu i santa Clara d'Assís) i la taula original de la patrona de la vila.
Actualment, conté, entre d'altres, la biblioteca municipal de Cocentaina, una seu universitària de la Universitat d'Alacant, el convent de monges clarisses i diverses seus de grups i organitzacions culturals. El seu ampli pati d'armes és lloc habitual de concerts i espectacles d'estiu.

## Els espais del palau
És un edifici de grans dimensions, planta rectangular i és flanquejat per tres torres, també rectangulars, amb coberta de teula. El cos principal és de fàbrica de carreus.

### La sala Daurada

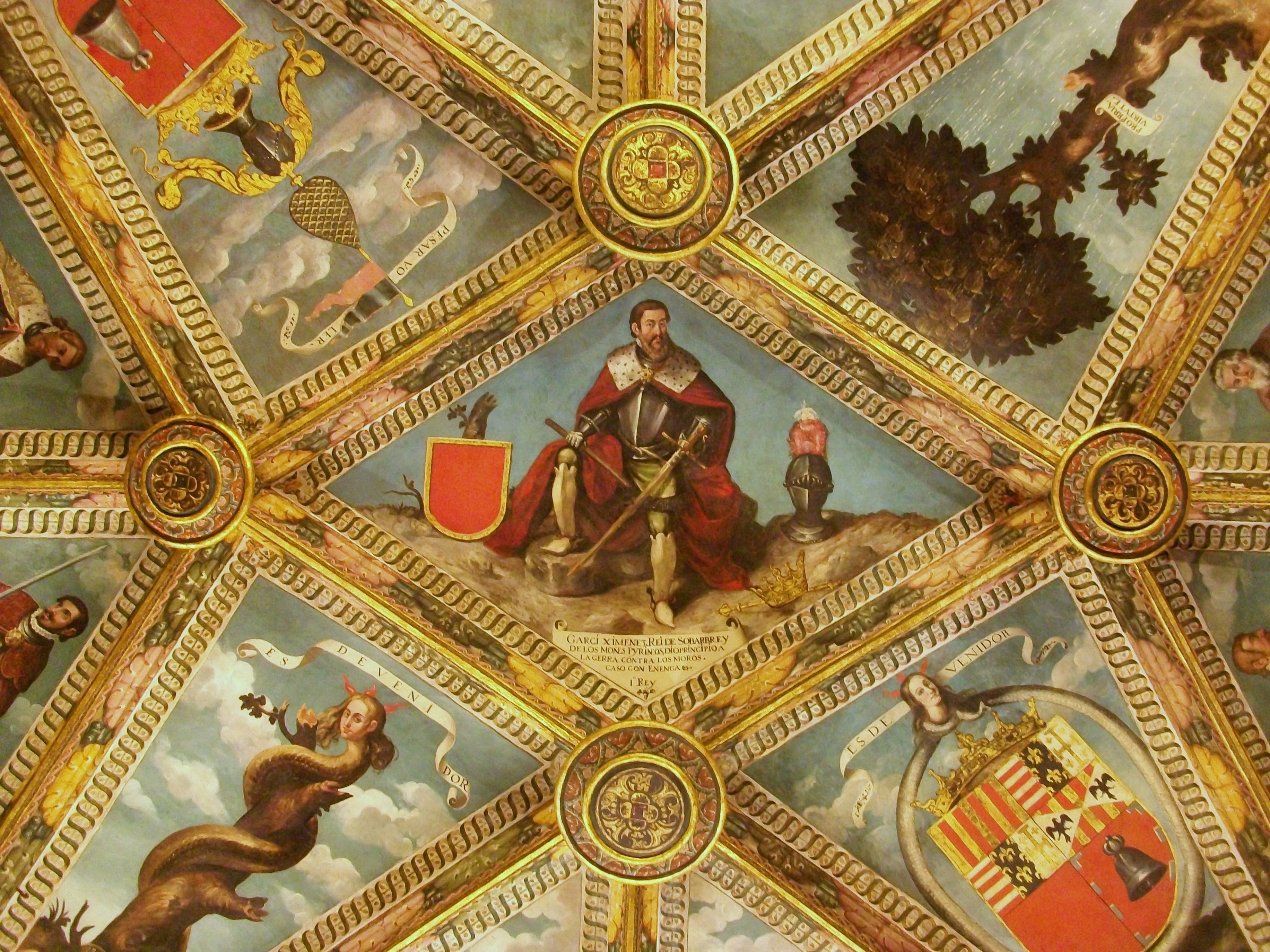
Sala Daurada

La sala Daurada és una sala quadrada situada a la torre de l'homenatge. El sostre està cobert per una volta de creueria dividida en tretze espais per les seues nervadures i en quatre llunetes. Aquest sostre es va ornamentar amb pintura mural entre els anys 1613 i 1623 per ordre del comte Jeroni Roís de Corella.
Els espais centrals estan pintats amb símbols heràldics dels Corella i dels nou reis de Navarra, amb els quals es creien emparentats els comtes de Cocentaina. Aquests símbols es representen amb l'escut primitiu de la família adaptat a les armes reials d'Aragó, per la serp amb cap de dona amb la divisa de la casa esdevenidor, i pel mateix homenatge del promotor de les pintures, el nové comte, en forma d'arbre.
En les quatre llunetes (els espais entre el mur i el començament de la volta) hi ha escenes en què es lloa el coratge dels avantpassats de la família Corella, en què apareix, entre d'altres, el primer comte Roís de Corella en la lluita del Vaticà contra els turcs, l'ajuda donada per aquest primer comte a Alfons V o el setge de Jaume I a la ciutat de València.

### Sala de la Xemeneia
La sala de la Xemeneia és un espai quadrangular cobert amb una volta nervada de vuit lòbuls i un de central quadrat, conjunt que es complementa amb quatre llunetes rematades amb una cornisa. En la restauració de l'any 2003, descobriren la decoració del sostre, feta a base de roig a la mangra i sanefes en gris.
La sala pren el nom de la xemeneia de marbre que la presideix. Aquesta té a l'interior una placa de ferro decorada amb un relleu que representa l'escut imperial de Carles V (àguila bicèfala amb la corona imperial entre els dos caps i els peus flanquejats per les columnes d'Hèrcules), amb data del 1565.

### Sala dels Ambaixadors
La sala d'Ambaixadors conté la Pinacoteca Municipal, amb obres de gran vàlua artística, com el retaule gòtic de Santa Bàrbara, el retaule de Sant Antoni Abat, obra del contestà Nicolau Borràs, i el Còdex sacre Il·luminat del segle xv. El seu magnífic teginat és d'algeps, amb formes que imiten grotescos propis del Renaixement. El sòl d'aquesta estança es cobreix amb taulellets blancs i blaus. Aquest és un espai compartimentat en quatre, que ocupa l'ala est del palau, que dona a la plaça del Pla, cap on s'obrin quatre balcons. L'últim d'aquestos salons, més gran i situat damunt l'entrada, té un balcó que dona cap a la plaça i cap al pati interior.

### Sala Gòtica
A la sala Gòtica s'ubicava la Biblioteca municipal.

### Capella de Sant Antoni
A la capella de Sant Antoni, a la planta baixa del palau, es conserven esplèndids retaules renaixentistes, un d'aquests atribuït a Jacomart.

### Pati d'armes
Al pati d'armes del palau, resta inacabada la galeria d'arcs que hauria d'haver-ne recorregut els quatre trams. Només s'hi construïren cinc arcades a l'ala sud: són renaixentistes o d'un primer barroc desornamentat, construïdes a finals del segle xvi i principis del següent.